# Melanthera scandens
Melanthera scandens là một loài thực vật có hoa trong họ Cúc. Loài này được (Schumach. & Thonn.) Roberty mô tả khoa học đầu tiên năm 1954.